# Misión de San Pedro y San Pablo del Tubutama
La  misión de San Pedro y San Pablo del Tubutama es una misión jesuítica histórica fundada en Tubutama, Sonora, establecida en 1691 por el Padre Eusebio Francisco Kino.

## Historia
El padre Antonio de los Reyes el 6 de julio de 1772 presentó un informe sobre el estado de las misiones de la Pimería Alta. Este fue su informe según la traducción del padre Kieran McCarty, OFM:
"La misión en Tubutama, con una estación de la misión periférica, se encuentra a ocho leguas al oeste y un poco al norte de la Misión de Sáric. Al sur se encuentra el lugar desierto de la Pimería Baja, al norte están los pápagos y las otras naciones paganas hasta el río Colorado y el Gila, a cierta distancia de setenta leguas de esta misión. El pueblo de Tubutama está situado en una gran zona de tierras bajas con campos fértiles, donde algunos indios los cultivas, con planta de trigo, maíz, frijol y otros. La casa del padre misionero es decente y espaciosa con un jardín contiguo de membrillos, granadas, duraznos y otros árboles. La iglesia está interiormente adornada con dos altares, pinturas en marcos dorados, y una pequeña capilla lateral. En la sacristía se encuentran tres cálices, un copón, una cruz ceremonial, candelabros, incensarios, tres platos y vinajeras, todas de plata, vestiduras de todo tipo y color, y otros adornos interesantes para el altar y los servicios divinos. De acuerdo con el libro de censos, que tengo aquí delante de mí, hay cuarenta y cinco parejas casadas, doce viudos, seis viudas, dieciocho huérfanos, el número de almas en todos, ciento setenta y seis."

## Descripción
El arco de entrada refleja el estilo mudéjar de la arquitectura islámica; Sin embargo, el crucero interior está dedicado a la pasión de Cristo, y el retablo ha esculpido instrumentos de la pasión: corona de espinas, flagelo, clavos, tenazas, escalera, y lanzas. Una serpiente esculpida se arrastra por debajo de un nicho superior en el mismo retablo. Este rebaje tiene ahora una réplica tallada del Santuario de Arantzazu, una imagen de la Virgen María en Arantzazu en el País Vasco, del norte de España.